# BAM Be 4/4
De Be 4/4 is een elektrisch motorrijtuig bestemd voor het regionaal personenvervoer van de Transports de la région Morges–Bière–Cossonay (MBC). De MBC is in juni 2003 vernoemd in Chemin de fer Bière-Apples-Morges (BAM).

## Geschiedenis
Het treinstel werd door Ateliers de constructions mécaniques de Vevey (ACMV) in Villeneuve, Schweizerische Industrie-Gesellschaft (SIG) en Brown, Boveri & Cie (BBC) in de jaren 1980 ontwikkeld en gebouwd voor de Chemin de fer Yverdon-Ste-Croix (YSteC) en de Transports de la région Morges–Bière–Cossonay (MBC) ter vervanging van ouder materieel.
De Be 13 werd na een reeks van ongevallen vernummerd in Be 14.
De Chemin de fer Bière-Apples-Morges (BAM) kocht van de Chemin de fer Yverdon-Ste-Croix (YSteC) een trein met stuurstandrijtuig die hierbij werden vernummerd van Be 4/4: 3 en Bt 52 in Be 4/4: 15 en Bt 54.

## Constructie en techniek
Het treinstel bestaat uit een motorwagen met twee stuurstanden. Naar behoefte kan deze motorwagen worden gekoppeld worden aan een rijtuig en een stuurstandrijtuig. Deze treinstellen kunnen tot twee stuks gecombineerd rijden.
Voor het vervoer van goederenwagens op rolbokken is aan de deze motorwagens Be 4/4: 11 -12 en 14 een trekstang geplaatst.

## Treindiensten
Deze treinen werden door de Chemin de fer Bière-Apples-Morges (BAM) ingezet op de volgende trajecten:
- Morges – Bière
- Apples – L'Isle-Mont-la-Ville

## Foto's

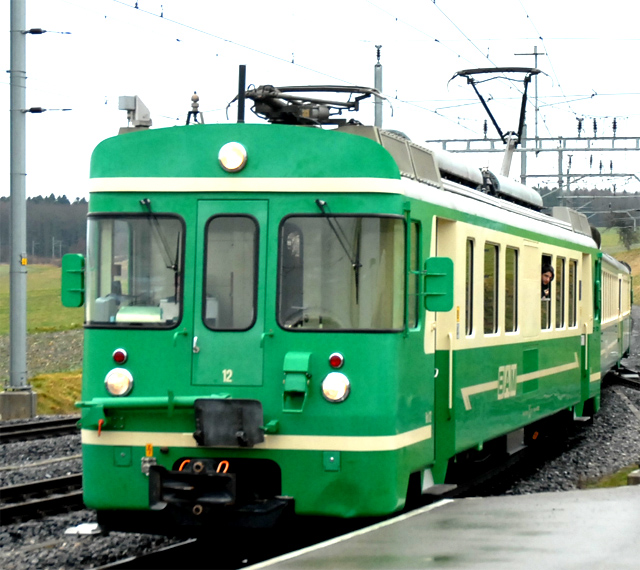
Be 4/4: 12 op 7 februari 2007 in Apples
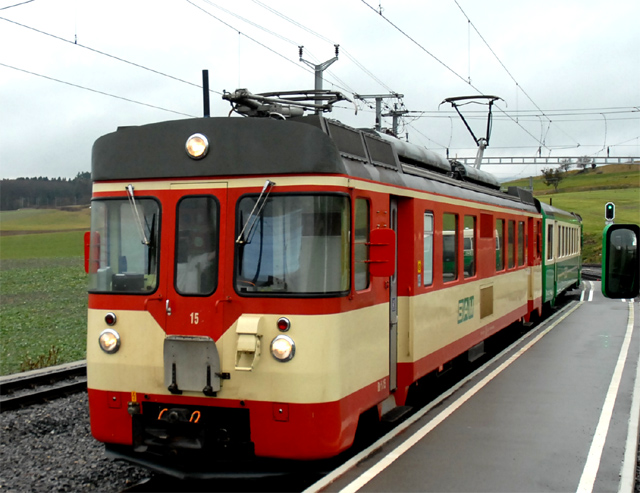
Be 4/4: 15 (ex YSteC Be 4/4: 3) op 7 februari 2007 in Apples

de voormalige spoorwegondernemingen Chemin de fer Apples-L'Isle (AL) en Transports de la région Morges–Bière–Cossonay (MBC)